# Grozni
Grozni (na čečenskom Соьлжа-ГIала, Sölƶa-Ġala, doslovno grad na rijeci Sunži) glavni je grad Čečenije, republike u Ruskoj Federaciji.
2002. grad je imao 210 720 stanovnika.